# Diego Cálix
Diego Cálix (31 de enero de 2000) es un deportista salvadoreño que compite en judo. Ganó una medalla de plata en el Campeonato Panamericano de Judo de 2025, en la categoría de –66 kg.

## Palmarés internacional
| Campeonato Panamericano | Campeonato Panamericano | Campeonato Panamericano | Campeonato Panamericano |
| Año                     | Lugar                   | Medalla                 | Categoría               |
| ----------------------- | ----------------------- | ----------------------- | ----------------------- |
| 2025                    | Santiago (Chile)        | Medalla de plata        | –66 kg                  |